# Шагозеро
Шагозеро — озеро на территории Сосновецкого сельского поселения Беломорского района Республики Карелии.

## Общие сведения
Площадь озера — 2,4 км², площадь водосборного бассейна — 220 км². Располагается на высоте 105,6 метров над уровнем моря.
Форма озера двух-лопастная, продолговатая: оно сильно вытянуто с северо-запада на юго-восток. Берега изрезанные, каменисто-песчаные, местами заболоченные.
Через озеро протекает река Летняя, впадающая в реку Нижний Выг.
В озере расположено не менее семи безымянных островов различной площади.
К озеру подходит автодорога местного значения 86К-37 («Шагозеро — Летнее Озеро»).
Код объекта в государственном водном реестре — 02020001311102000008845.

## Галерея

Шагозеро
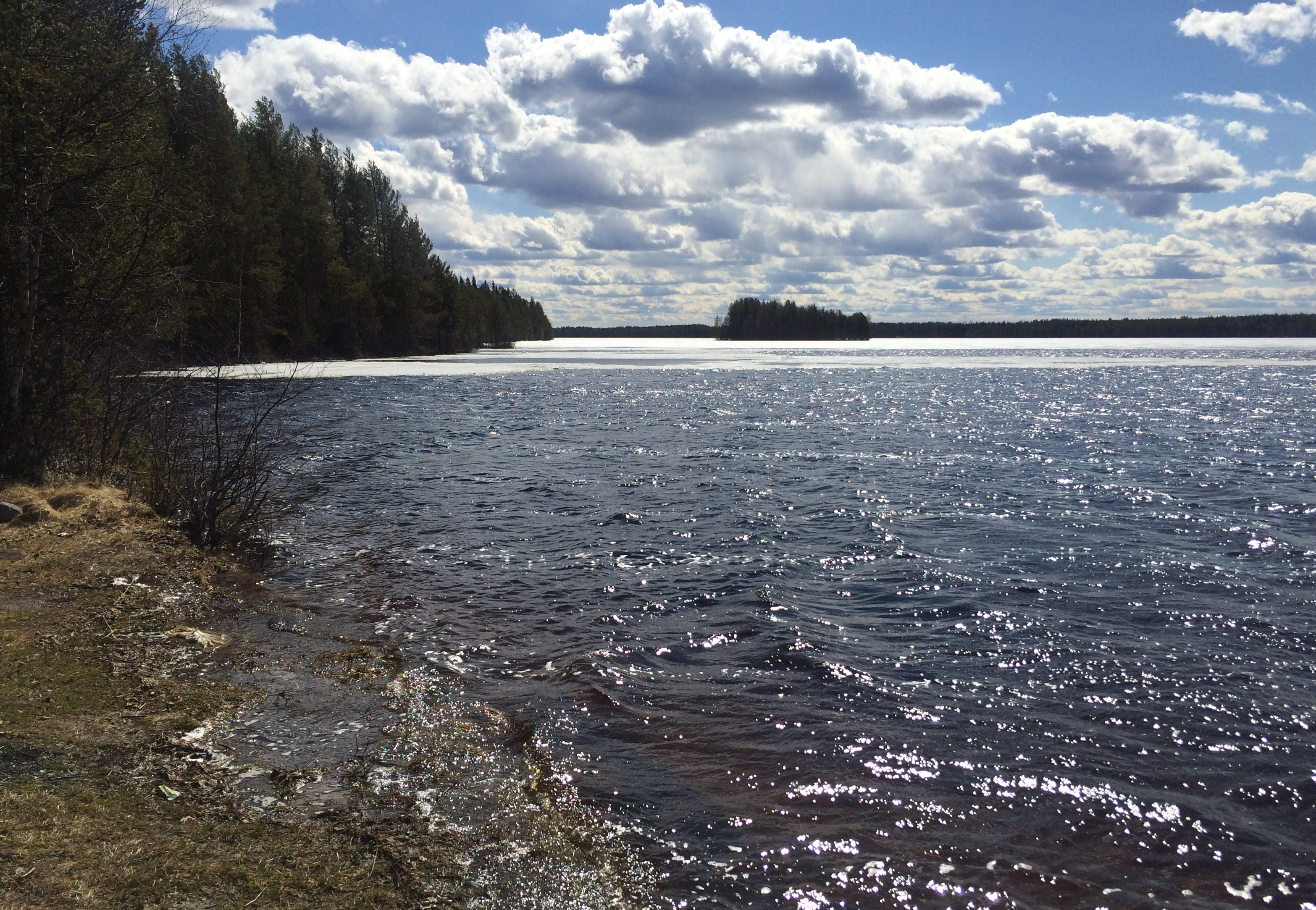
Юго-восточная часть озера.
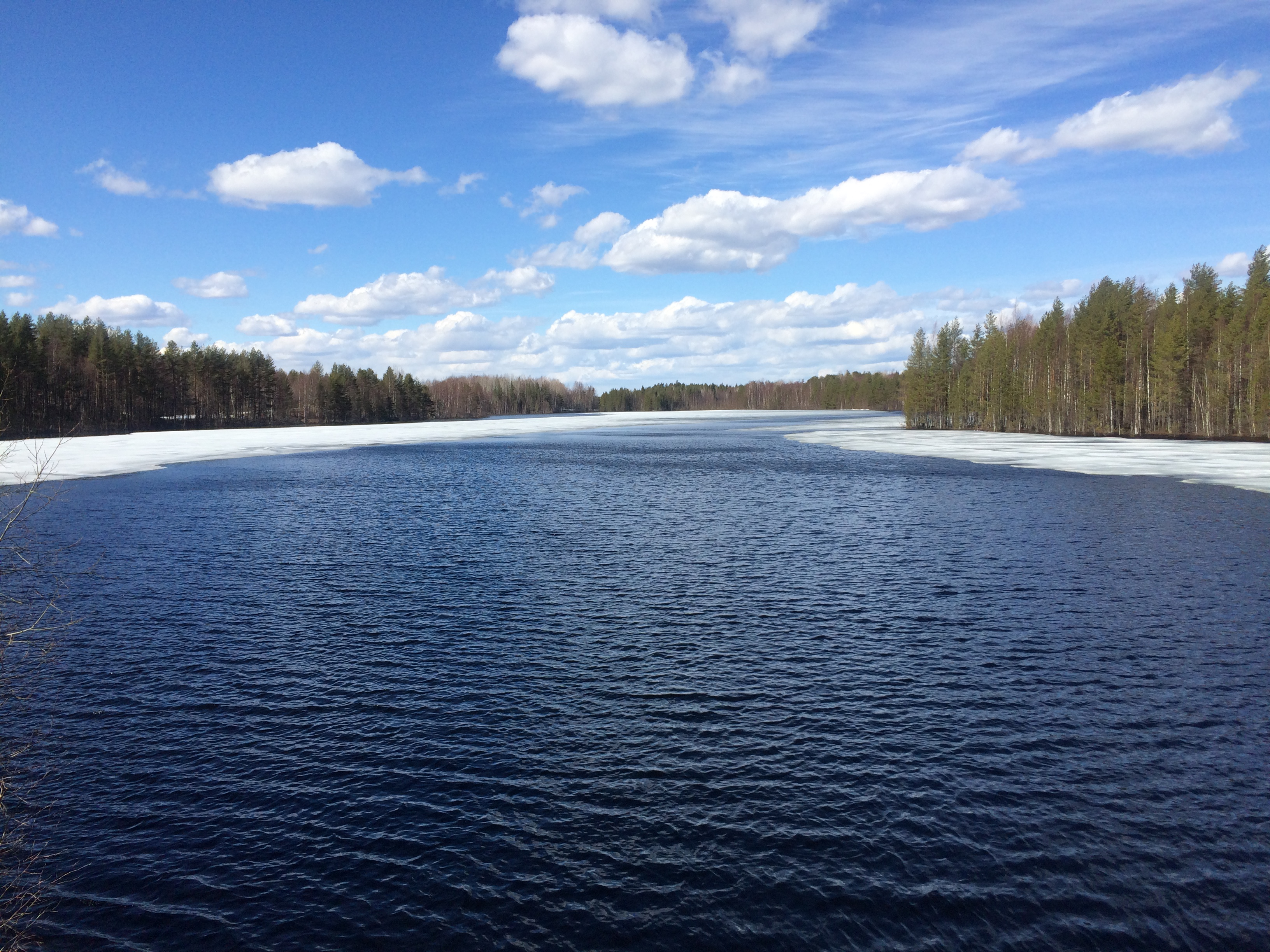
Вид с моста в центральной части озера.
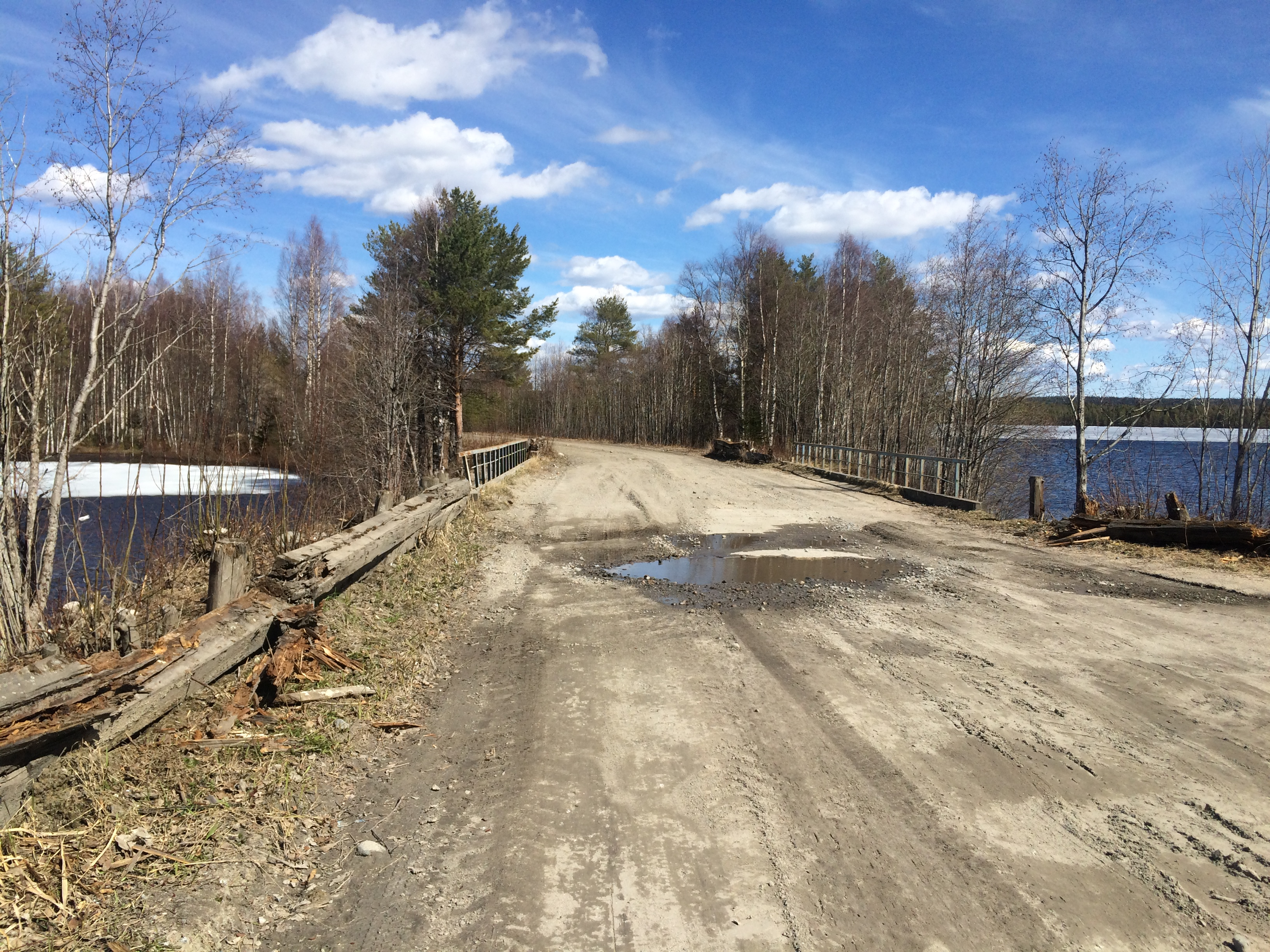
Автомобильный мост в центральной части озера.